# 罗伯特·斯默克
罗伯特·斯默克爵士 RA（Sir Robert Smirke，1780年10月1日—1867年4月18日）是一名英国建筑师，以设计希腊复兴式建筑出名，他非常多产，一生设计过20余座教堂、50余座公共建筑和60余座私人别墅，著名作品包括大英博物馆的立面。

## 生平

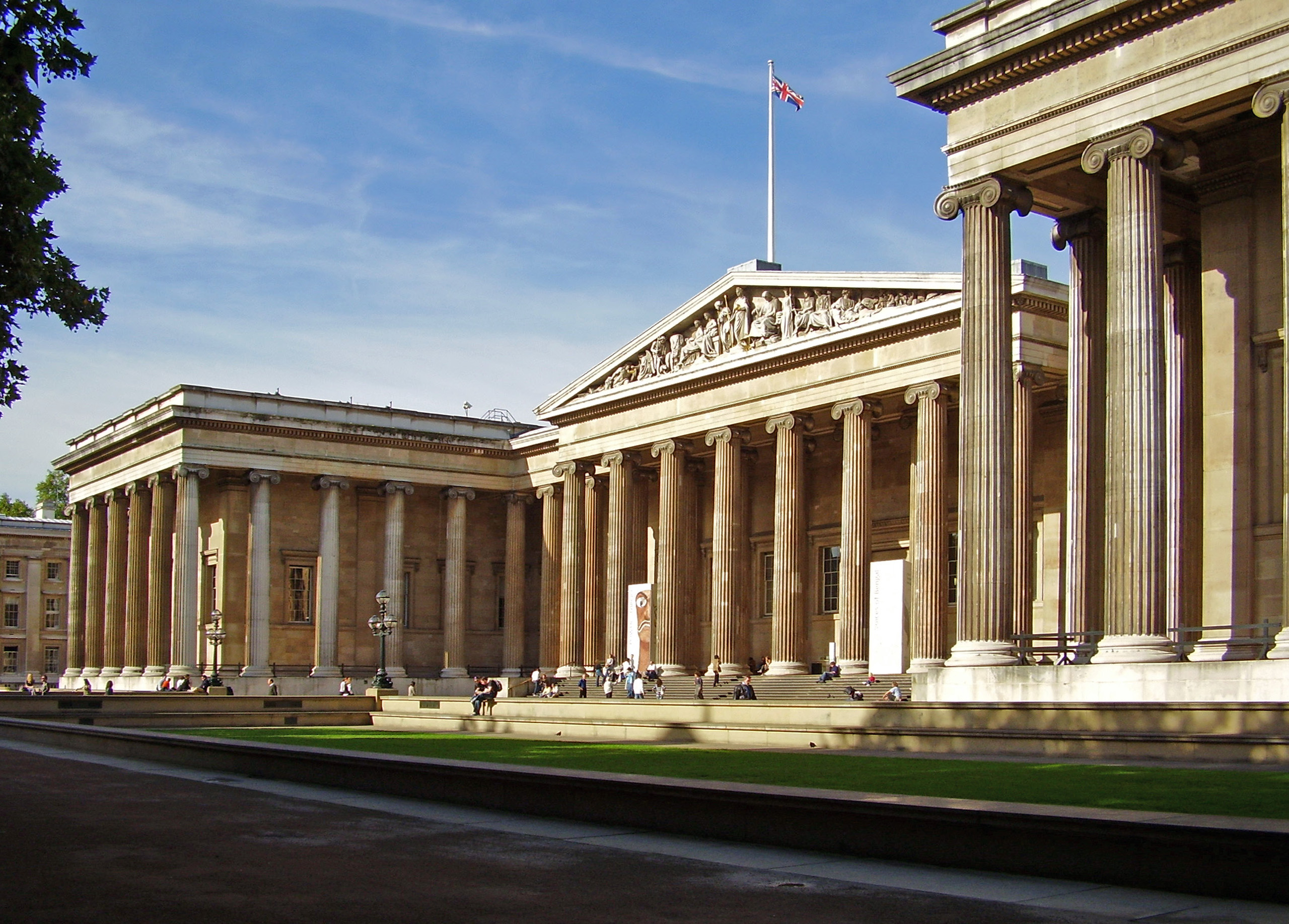
大英博物馆立面

他出生于伦敦，是家里的12个孩子之一，父亲罗伯特是一名肖像画家。他曾就读于阿斯普利吉斯的中学，学习拉丁语、希腊语、法语和绘画，15岁时当过班长。1796年5月，他成为约翰·索恩的学徒，但由于与师傅性格不合，在1797年初便离开了。
1796年，他进入皇家艺术研究院学习，后来又成为小乔治·丹斯的学徒。1801年至1805年间，他和哥哥理查德一起到欧洲壮游，学习古典建筑。1805年回国后，他加入伦敦文物学会和建筑师俱乐部。1807年为皇家铸币局设计建筑。1808年11月7日，他成为皇家艺术研究院准院士，1811年2月11日成为院士。
在艺术研究院，他与索恩再起冲突。1810年1月29日，被任命为皇家艺术研究院建筑学教授的索恩在他的第四次讲座上公开批评斯默克的作品皇家歌剧院。但这并没有严重影响他在业界的声誉。1813年，他与索恩以及约翰·纳什一起成为英国工程局（Office of Works）的官方建筑师，1832年封爵，1845年退休，1853年获皇家金奖，1859年他辞去皇家艺术研究院的职务，到切尔滕纳姆过起退休生活，并在那里逝世，葬于莱克汉普顿的圣彼得教堂。